# Recuerda
Recuerda ist eine kleine nordspanische Gemeinde (municipio) mit 62 Einwohnern (Stand: 2024) im Westen der Provinz Soria in der Autonomen Region Kastilien-León. Die Gemeinde gehört zur bevölkerungsarmen Serranía Celtibérica. Neben dem Hauptort Recuerda gehören die Ortschaften Galapagares, La Perera, Mosarejos und Nograles zur Gemeinde.

## Lage und Klima
Die Gemeinde Recuerda liegt in ca. 895 m knapp 51 km (Fahrtstrecke) südwestlich von Soria. Der Duero begrenzt die Gemeinde im Norden. Das Klima ist gemäßigt bis warm; Regen (ca. 560 mm/Jahr) fällt überwiegend im Winterhalbjahr.

## Bevölkerungsentwicklung
| Jahr      | 1970 | 1981 | 1991 | 2001 | 2011 | 2021 |
| Einwohner | 358  | 202  | 176  | 117  | 104  | 71   |

## Sehenswürdigkeiten

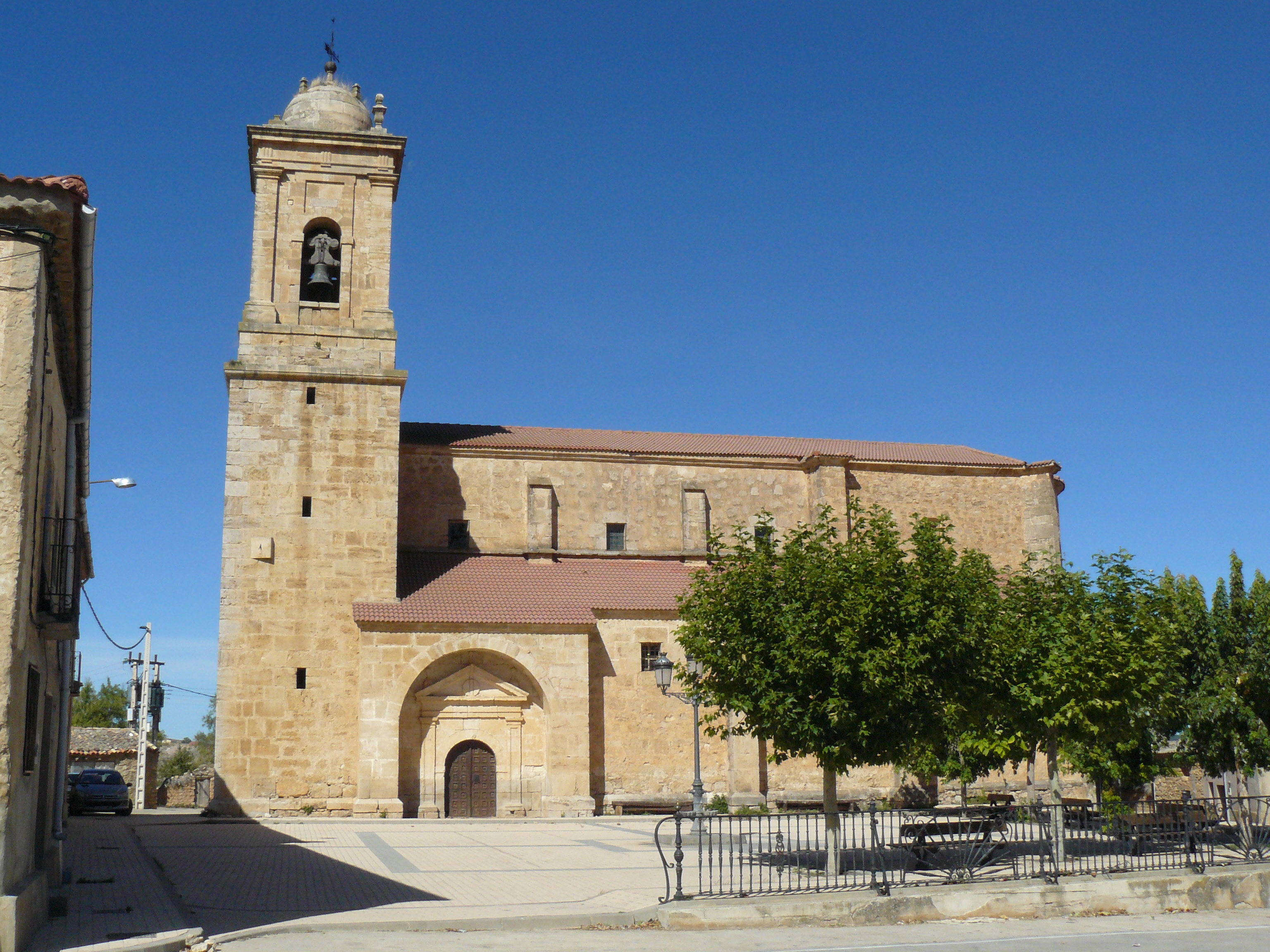
Barnabaskirche
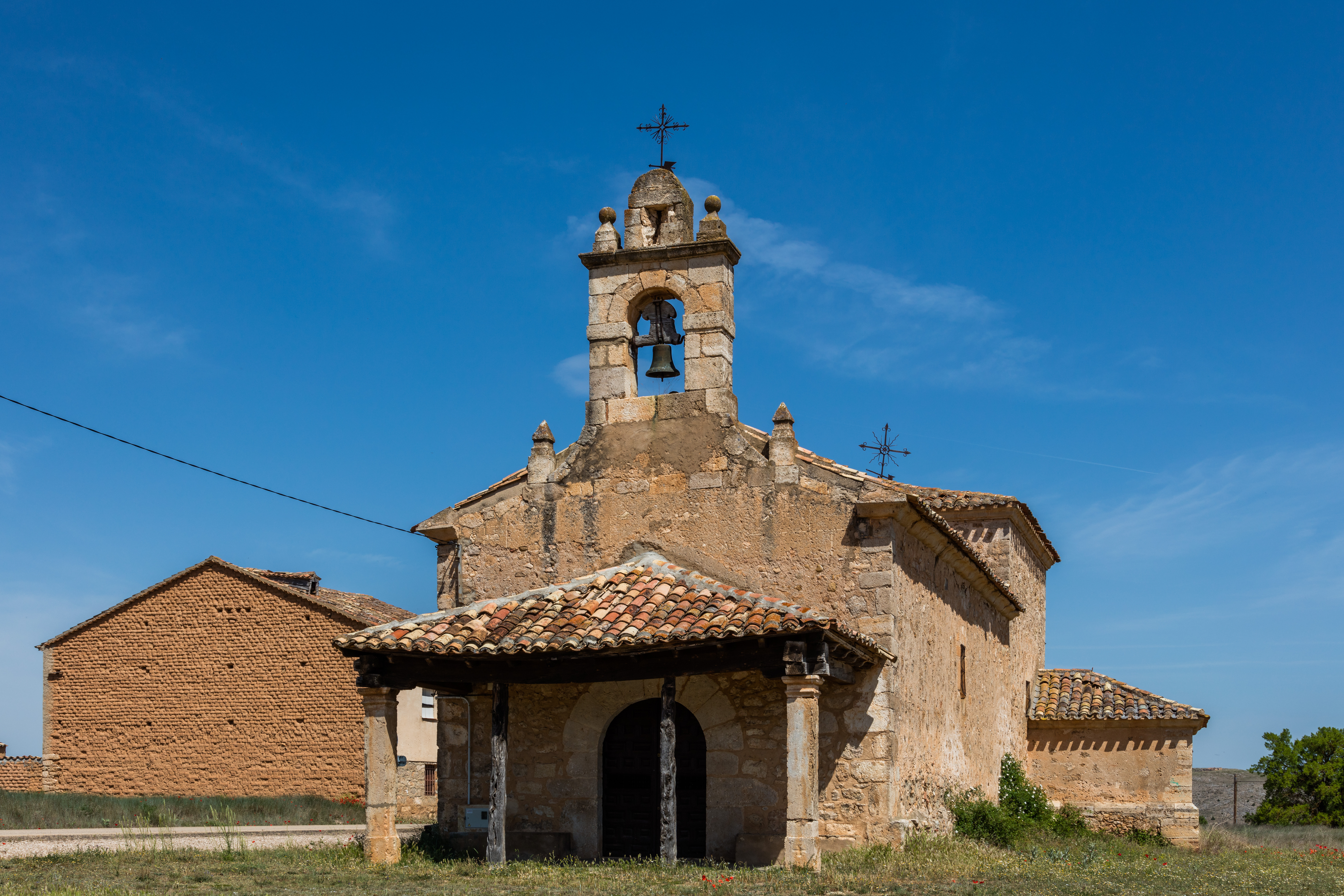
Marienkapelle

- Barnabaskirche
- Marienkapelle